# 2013 FT28
2013 FT28是一個發現於2013年，2016年8月30日公開的海王星外天體。2013 FT28是第一顆被發現的長半長軸與短近日點的極端軌道海王星外天體，並且軌道方向與小行星90377、2012 VP113等其他已知的極端軌道海王星外天體方向相反。它的發現被認為是假設中存在的第九行星更有力的證據。

## 外部連結
- FT28（页面存档备份，存于） JPL's HORIZONS system

 维基共享资源上的相關多媒體資源：2013 FT28